# Johan Valentin von Schoultz
Johan Valentin von Schoultz var en svensk militär och riksgreve.

## Biografi
Johan Valentin von Schoultz var kejserlig general och riksgreve.

### Familj
von Schoultz gifte sig 1665 med Elsa Tungel (född 1625), dotter till hovkanslern Nils Tungel och Catharina Kuut eller Rosenstielke.